# Unterachtel (Simmelsdorf)
Unterachtel ist ein Gemeindeteil der Gemeinde Simmelsdorf im Landkreis Nürnberger Land (Mittelfranken, Bayern). Unterachtel liegt in der Gemarkung Diepoltsdorf.

## Geografie
Der Weiler liegt im Achteltal am Ittlinger Bach und ist links- und rechtsseitig von bewaldeten Anhöhen der Hersbrucker Alb umgeben. Die Kreisstraße LAU 12 führt nach Oberachtel (0,4 km nordöstlich) bzw. nach Diepoltsdorf (1,3 km südwestlich).

## Geschichte
Ober- und Unterachtel werden erstmals 1390 in der Forstordnung des Landgerichts Auerbach genannt.
Mit dem Gemeindeedikt (frühes 19. Jahrhundert) wurde Unterachtel dem Steuerdistrikt Hormersdorf und der Ruralgemeinde Utzmannsbach zugewiesen. Im Zuge der Gebietsreform in Bayern wurde die Gemeinde Utzmannsbach am 1. April 1971 nach Diepoltsdorf eingegliedert. Diese wiederum wurde bereits am 1. Juli 1971 nach Simmelsdorf eingemeindet.

## Einrichtungen
Am südlichen Ortsende liegt ein Seniorenheim, das frühere Kurhaus Kraft, seit 2014 Unterkunft für Asylbewerber.

## Baudenkmäler
Eine ehemalige Mühle ist als Baudenkmal erwähnt.